# كلنكوة خطية الأوراق
كلنكوة خطية الأوراق (الاسم العلمي:Kalanchoe linearifolia) هي نوع من النباتات تتبع جنس الكلنكوة من الفصيلة الكرسولية.